# 生徒会の一存のディスコグラフィ
生徒会の一存のディスコグラフィでは、 『生徒会の一存』の関連CDについて記述する。発売元はAMG MUSIC。

## 第1期

### Treasure
2009年11月11日に発売。
表題曲「Treasure」は、テレビアニメ『生徒会の一存』のオープニングテーマとして使用された。歌は碧陽学園生徒会で各キャラクターの声を充てている本多真梨子、斉藤佑圭、富樫美鈴、堀中優希の4人の声優。
カップリングには桜野くりむのキャラクターソングが収録されている。
2010年7月30日に発売されたベスト・アルバム『踊る生徒会』には、「Treasure」のリミックス版が収録されている。
「Treasure」には、杉崎鍵（近藤隆）が歌う「Treasure 2010」（下記の「キャラクターファンディスク 杉崎鍵」及び「Precious」収録）や、第2期『生徒会の一存 Lv.2』で生徒会役員の女性キャラを担当したユニット、碧陽学園生徒会 Lv.2が歌う「Treasere Lv.2」（下記の「Precious」収録）、『生徒会の一存 Lv.2』と制作会社、キャラクター原作者が同じ『えびてん 公立海老栖川高校天悶部』のユニット、星の少女tai★がカバーした「Treasure 〜星の少女tai★mix〜」（「未来色の約束」収録）など、数種類のカバーバージョンが存在する。
収録曲
1. Treasure [4:39]
  - 歌：碧陽学園生徒会【桜野くりむ（本多真梨子）、紅葉知弦（斉藤佑圭）、椎名深夏（富樫美鈴）、椎名真冬（堀中優希）】、作詞・作曲・編曲：橋本由香利
  - テレビアニメ『生徒会の一存』オープニングテーマ

2. 絶対会長宣言! [3:07]
  - 歌：桜野くりむ（本多真梨子）、作詞：本多真梨子、作曲・編曲：STAY

3. Treasure 〜KARAOKE MIX〜
4. 絶対会長宣言! 〜KARAOKE MIX〜

### 妄想☆ふぇてぃっしゅ!
2009年11月25日に発売。
収録曲はテレビアニメのエンディングテーマとして使用され、同一の原曲をアレンジした全3曲12バージョンが収録されている。作中で桜野くりむ、紅葉知弦、椎名深夏、椎名真冬を演じる本多真梨子、斉藤佑圭、富樫美鈴、堀中優希がそれぞれ歌っている。
収録曲
全作曲：安斎孝秋
1. 妄想☆ふぇてぃっしゅ!
  - 歌：碧陽学園生徒会【桜野くりむ（本多真梨子）、紅葉知弦（斉藤佑圭）、椎名深夏（富樫美鈴）、椎名真冬（堀中優希）】、作詞：綾菓と愉快な仲間たち、編曲：安斎孝秋

2. 妄想☆ふぇてぃっしゅ! 〜くりむ&知弦 ver.〜
  - 歌：碧陽学園生徒会 生徒会長と書記（桜野くりむ〈本多真梨子〉、紅葉知弦〈斉藤佑圭〉）、作詞：綾菓と愉快な仲間たち、編曲：安斎孝秋

3. 妄想☆ふぇてぃっしゅ! 〜椎名姉妹ver.〜
  - 歌：碧陽学園生徒会 副会長と会計（椎名深夏〈富樫美鈴〉、椎名真冬〈堀中優希〉）、作詞：綾菓と愉快な仲間たち、編曲：安斎孝秋

4. 上上下下左右左右BA
  - 歌：碧陽学園生徒会【桜野くりむ（本多真梨子）、紅葉知弦（斉藤佑圭）、椎名深夏（富樫美鈴）、椎名真冬（堀中優希）】、作詞：RUCCA、編曲：クジライヨシユキ

5. 上上下下左右左右BA 〜くりむ&知弦 ver.〜
6. 上上下下左右左右BA 〜椎名姉妹ver.〜
7. ゆるぱ☆わンダフル
  - 歌：碧陽学園生徒会【桜野くりむ（本多真梨子）、紅葉知弦（斉藤佑圭）、椎名深夏（富樫美鈴）、椎名真冬（堀中優希）】、作詞：chacha、編曲：朝井泰生

8. ゆるぱ☆わンダフル 〜くりむ&知弦 ver.〜
9. ゆるぱ☆わンダフル 〜椎名姉妹ver.〜
10. 妄想☆ふぇてぃっしゅ! 〜KARAOKE MIX〜
11. 上上下下左右左右BA 〜KARAOKE MIX〜
12. ゆるぱ☆わンダフル 〜KARAOKE MIX〜

### キャラクターファンディスク
キャラクターソングとドラマを収録したアルバム。2009年12月25日から2010年4月26日まで発売された。
CDジャケットにはそれぞれ桜野くりむ、 紅葉知弦、椎名真冬、椎名深夏、杉崎鍵のイラストがデザインされている。初回限定特典にはChaosTCG「OS:生徒会の一存」特製PRカードが同封されている。パッケージは、ジオラマになるスリーブパッケージになっている。

#### 桜野くりむ
収録曲
1. うさまろ ハンター
  - 作詞：RUCCA、作曲・編曲：八木雄一

2. メディアの違いを理解せよ!
  - 作詞：RUCCA、作曲・編曲：斎藤悠弥

3. ぜったいかいちょーせんげん?
  - 作詞：桜野くりむ、作曲・編曲：安斎孝秋

4. （ドラマ）インタビューする生徒会 桜野くりむ編
5. （ドラマ）歌う生徒会Chapter1
6. （ドラマ）歌う生徒会Chapter2
7. （ドラマ）歌う生徒会Chapter3
8. （ドラマ）歌う生徒会Chapter4
9. （ドラマ）歌う生徒会Chapter5
10. （ドラマ）収録後の生徒会 銭湯編
11. (Bonus Track) リアル生徒会駄弁り編 ＊本多真梨子&近藤隆

#### 紅葉知弦
収録曲
全作詞：RUCCA
1. 地下室 〜黄昏アンバランス〜
  - 作曲・編曲：安斎孝秋

2. 私が神様だったら
  - 作曲・編曲：mory

3. No merit to me
  - 作曲・編曲：八木雄一

4. インタビューする生徒会 紅葉知弦編
5. 真実の生徒会 chapter1
6. 真実の生徒会 chapter2
7. 真実の生徒会 chapter3
8. 真実の生徒会 chapter4
9. 真実の生徒会 chapter5
10. 真実の生徒会 chapter6
11. 収録後の生徒会 体育館編
12. リアル生徒会駄弁り編 Part2 ＊富樫美鈴&堀中優希

#### 椎名真冬
収録曲
1. Hi,Gene! 〜ヤァ! Oh! Yeah!〜
  - 作詞：SugarLover、作曲・編曲：斎藤悠弥

2. ただいま(^o^)／おかえりm(__)m
  - 作詞：RUCCA、作曲・編曲：安斎孝秋

3. スペックだけ使い切ったゲームソフトのようですぅ
  - 作詞：RUCCA、作曲・編曲：八木雄一

4. インタビューする生徒会 椎名真冬編
5. （ピー）する生徒会 chapter1
6. （ピー）する生徒会 chapter2
7. （ピー）する生徒会 chapter3
8. （ピー）する生徒会 chapter4
9. （ピー）する生徒会 chapter5
10. （ピー）する生徒会 chapter6
11. 収録後の生徒会 パジャマパーティ編
12. リアル生徒会駄弁り編 Part3 本多真梨子&堀中優希

#### 椎名深夏
収録曲
全作詞：RUCCA
1. 熱血太郎
  - 作曲・編曲：安斎孝秋

2. 生徒会戦隊ガクエンジャー
  - 作曲・編曲：福田裕彦

3. ライジングエア
  - 作曲：橋本まるち、編曲：安斎孝秋

4. インタビューする生徒会 椎名深夏編
5. 恐怖の生徒会 chapter1
6. 恐怖の生徒会 chapter2
7. 恐怖の生徒会 chapter3
8. 恐怖の生徒会 chapter4
9. 恐怖の生徒会 chapter5
10. 恐怖の生徒会 chapter6
11. 収録後の生徒会 遭難編
12. リアル生徒会駄弁り編 Part4 本多真梨子&富樫美鈴&堀中優希

#### 杉崎鍵
収録曲
1. ハーレム崩壊ラプソディ
  - 作詞：RUCCA、作曲・編曲：八木雄一

2. ラムチョップのソテーと仔牛のスペアリブw/z中目黒善樹
  - 歌：杉崎鍵（近藤隆）、中目黒善樹（山本和臣）、作詞：RUCCA、作曲：山口栄治、編曲：安斎孝秋

3. Treasure2010
  - 作詞・作曲：橋本由香利、編曲：安斎孝秋

4. インタビューする生徒会 杉崎鍵編
5. 逆転する生徒会 chapter1
6. 逆転する生徒会 chapter2
7. 逆転する生徒会 chapter3
8. 逆転する生徒会 chapter4
9. 逆転する生徒会 chapter5
10. ラムチョップのソテーと仔牛のスペアリブ
11. 収録後の生徒会 ご奉仕編
12. リアル生徒会駄弁り編 Part5

### リミックスアルバム
テレビアニメのリミックスコンピレーション・アルバム。2010年7月30日に発売。テレビアニメの楽曲をリミックスした楽曲が収録されている。
初回限定盤には、「特製碧陽学園校章ピンズ」が同梱された。CDジャケットには、杉崎鍵、桜野くりむ、紅葉知弦、椎名真冬、椎名深夏が描かれている。ボーナストラックとして、テレビアニメのDVDに同梱されたCDに収録されている「妹はもう帰ってこない」と「弟は白骨化していた」と桜野くりむ役の本多真梨子によるトークが収録されている。
収録曲
1. Treasure 〜thank you-big hit mix〜 [8:01]
  - 歌：碧陽学園生徒会、作詞・作曲：橋本由香利、編曲：Rave Heavens

2. 妄想☆ふぇてぃっしゅ! 〜delusions of grandeur mix〜 [8:01]
  - 歌：碧陽学園生徒会、作詞：綾菓と愉快な仲間たち、作曲：安斎孝秋、編曲：Rave Heavens

3. 絶対会長宣言! 〜Kurimu→Crimson→Akachan mix〜 [7:31]
  - 歌：桜野くりむ（本多真梨子）、作詞：綾菓と愉快な仲間たち、作曲：安斎孝秋、編曲：Rave Heavens

4. 地下室 〜sadistic mokyu mix〜 [7:31]
  - 歌：紅葉知弦（斉藤佑圭）、作詞：RUCCA、作曲：安斎孝秋、編曲：Rave Heavens

5. Hi,Gene 〜keep indoor mix〜 [7:31]
  - 歌：椎名真冬（堀中優希）、作詞：SugarLover、作曲：斎藤悠弥、編曲：Rave Heavens

6. 熱血太郎 〜sweltering & masculine mix〜 [7:01]
  - 歌：椎名深夏（富樫美鈴）、作詞：RUCCA、作曲：安斎孝秋、編曲：Rave Heavens

7. ハーレム崩壊ラプソディ 〜In the locker-harem mix〜 [8:01]
  - 歌：杉崎鍵（近藤隆）、作詞：RUCCA、作曲：八木雄一、編曲：Rave Heavens

8. 妹はもう帰ってこない Original Mix [5:01]
  - 歌：桜野くりむ（本多真梨子）、作詞：桜野くりむ、作曲・編曲：武蔵野光

9. 弟は白骨化していた Original Mix [4:31]
  - 歌：桜野くりむ（本多真梨子）、作詞：桜野くりむ、作曲・編曲：橋本まるち

10. リアル生徒会駄弁り編 Extra [5:01]

### コンプリートする生徒会
2012年9月28日に発売された。既存曲に加えてボーナストラックとしてテレビアニメ第1期のBGM、初音源化のキャラクターソングが収録されている。ディスクジャケットには桜野くりむが描かれている。イラストはテレビアニメ第2期のアニメーション製作を手掛けるAICによる描き下ろし。
収録曲
1. Treasure
  - 歌：碧陽学園生徒会【桜野くりむ（本多真梨子）、紅葉知弦（斉藤佑圭）、椎名深夏（富樫美鈴）、椎名真冬（堀中優希）】、作詞・作曲・編曲：橋本由香利
  - オープニングテーマ

2. 妄想☆ふぇてぃっしゅ!
  - 歌：碧陽学園生徒会【桜野くりむ（本多真梨子）、紅葉知弦（斉藤佑圭）、椎名深夏（富樫美鈴）、椎名真冬（堀中優希）】
  - エンディングテーマ

3. うさまろハンター
  - 歌：桜野くりむ（本多真梨子）、作詞：RUCCA、作曲・編曲：八木雄一

4. 絶対会長宣言!
  - 歌：桜野くりむ（本多真梨子）、作詞：本多真梨子、作曲・編曲：STAY

5. 地下室 〜黄昏アンバランス〜
  - 歌：紅葉知弦（斉藤佑圭）、作詞：RUCCA、作曲・編曲：安斎孝秋

6. No merit to me
  - 歌：紅葉知弦（斉藤佑圭）、作詞：RUCCA、作曲・編曲：八木雄一

7. 熱血太郎
  - 歌：椎名深夏（富樫美鈴）、作詞：RUCCA、作曲・編曲：安斎孝秋

8. 生徒会戦隊ガクエンジャー
  - 歌：椎名深夏（富樫美鈴）、作詞：RUCCA、作曲・編曲：福田裕彦

9. Hi,Gene! 〜ヤァ! Oh! Yeah!〜
  - 歌：椎名真冬（堀中優希）、作詞：SugarLover、作曲・編曲：斎藤悠弥

10. スペックだけ使い切ったゲームソフトのようですぅ
  - 歌：椎名真冬（堀中優希）、作詞：RUCCA、作曲・編曲：八木雄一

11. ハーレム崩壊ラプソディ
  - 歌：杉崎鍵（近藤隆）、作詞：RUCCA、作曲・編曲：八木雄一

12. ラムチョップのソテーと仔牛のスペアリブw/z中目黒善樹
  - 歌：杉崎鍵（近藤隆）、中目黒善樹（山本和臣）、作詞：RUCCA、作曲：山口栄治、編曲：安斎孝秋

13. 妹は帰ってこない
  - 歌：桜野くりむ（本多真梨子）、作詞：本多真梨子、作曲・編曲：武蔵野光

14. 弟は白骨化していた
  - 歌：桜野くりむ（本多真梨子）、作詞：本多真梨子、作曲・編曲：橋本まるち

15. 上上下下左右左右BA 〜がんばれくりむver.〜
  - 歌：碧陽学園生徒会 会長と書記【桜野くりむ（本多真梨子）、紅葉知弦（斉藤佑圭）】、作詞：RUCCA、作曲・編曲：安斎孝秋
  - Bonus Trackそのいち

16. 妄想☆ふぇてぃっしゅ! 〜さすが!!知弦ver.〜
  - 歌：碧陽学園生徒会【桜野くりむ（本多真梨子）、紅葉知弦（斉藤佑圭）、椎名深夏（富樫美鈴）、椎名真冬（堀中優希）】、作詞：綾菓と愉快な仲間たち、作曲：安斎孝秋、編曲：朝井泰生
  - Bonus Trackそのいち

17. ぜったいかいちょーせんげん?
  - 歌：桜野くりむ（本多真梨子）、作詞：桜野くりむ、作曲：安斎孝秋、編曲：安斎孝秋
  - Bonus Trackそのいち

18. BGM-M1
  - 作曲・編曲：かみむら周平
  - Bonus Trackそのに

19. BGM-M2
  - 作曲・編曲：かみむら周平
  - Bonus Trackそのに

20. BGM-M3
  - 作曲・編曲：かみむら周平
  - Bonus Trackそのに

21. BGM-M4
  - 作曲・編曲：かみむら周平
  - Bonus Trackそのに

22. BGM-M5
  - 作曲・編曲：かみむら周平
  - Bonus Trackそのに

23. BGM-M6
  - 作曲・編曲：かみむら周平
  - Bonus Trackそのに

24. BGM-M7
  - 作曲・編曲：かみむら周平
  - Bonus Trackそのに

25. ぬこのうた
  - 歌：桜野くりむ（本多真梨子）
  - Bonus Trackそのさん

## 第2期『生徒会の一存 Lv.2』

### TVアニメーション『生徒会の一存 Lv.2』主題歌 「Precious」
2012年11月23日に発売。AMG MUSIC発売、ムービック販売。
表題曲「Precious」は、テレビアニメ『生徒会の一存 Lv.2』の主題歌として使用された。歌は碧陽学園生徒会 Lv.2で各キャラクターの声を充てている本多真梨子、美名、富樫美鈴、野水伊織の4人の声優。ボーナストラックでは「Treasure collection」として第1期のキャラクターファンディスク「杉崎鍵」やリミックスベストアルバム「踊る生徒会」から再録されているほか、第2期の碧陽学園生徒会 Lv.2のユニットによるTreasureの歌唱バージョンも収録されている。
収録曲
1. Precious [3:47]
  - 歌：碧陽学園生徒会 Lv.2【本多真梨子、美名、富樫美鈴、野水伊織】、作詞・作曲 - 松井喬樹、編曲 - Integral Clover
  - テレビアニメ『生徒会の一存 Lv.2』オープニングテーマ

2. 格言 ろっくんロール [4:13]
  - 歌：桜野くりむ（本多真梨子）、作詞：桜野くりむ、作曲・編曲：安齋孝秋

3. Precious〜Inst.Mix〜
4. 格言 ろっくんロール〜Inst.Mix〜
5. Precious〜Mariko solo Mix〜
6. Precious〜Mina solo Mix〜
7. Precious〜Misuzu solo Mix〜
8. Precious〜Iori solo Mix〜
9. Precious〜Silent Mix〜
10. Treasure Lv.2
  - 歌：碧陽学園生徒会 Lv.2【本多真梨子、美名、富樫美鈴、野水伊織】、作詞・作曲・編曲：橋本由香利
  - Bonus Trackそのいち［Treasure Collection］

11. Treasure 2010
  - 歌：杉崎鍵 【近藤隆】、作詞・作曲：橋本由香利、編曲：安斎孝秋
  - Bonus Trackそのいち［Treasure Collection］

12. Treasure Remix〜thank you-big hit mix〜
  - 歌：碧陽学園生徒会【本多真梨子、斉藤佑圭、富樫美鈴、堀中優希】、作詞・作曲：橋本由香利、編曲：Rave Heavens
  - Bonus Trackそのいち［Treasure Collection］

13. Treasure 〜Inst.Mix〜
  - Bonus Trackそのいち［Treasure Collection］

14. Fo (u) r Seasons〜Tv mix〜
  - Bonus Track そのに［Petit ! Petit !! ED Collection］

15. 羊が一匹、二匹数えて寝ましょう〜Tv mix〜
  - Bonus Track そのに［Petit ! Petit !! ED Collection］

16. KIZUNA〜Tv mix〜
  - Bonus Track そのに［Petit ! Petit !! ED Collection］

17. 超絶☆こけてぃっしゅ！〜Tv mix〜
  - Bonus Track そのに［Petit ! Petit !! ED Collection］

18. 番宣する生徒会（歌：桜野くりむ CV：桜野くりむ） Precious〜Inst.Mix〜
  - Bonus Track そのさん

### TVアニメーション『生徒会の一存 Lv.2』エンディング集 「コレクションする生徒会」
2013年1月25日に発売。AMG MUSIC発売、ムービック販売。
テレビアニメ『生徒会の一存 Lv.2』のエンディング集全9曲が収録されているが、OVA版のエンディングテーマはOVAが未発売だったため未収録である。歌はオープニングと同じく碧陽学園生徒会 Lv.2の他、各キャラクターの声を充てている本多真梨子、美名、富樫美鈴、野水伊織、米澤円、能登麻美子、小清水亜美の7人の声優が参加。ボーナストラックでは第1話エンディングテーマの『Fo (u) r Seasons』のソロバージョンが4曲収録されている他、第2話エンディングテーマの『羊が一匹、二匹数えて寝ましょう』の桜野くりむのソロバージョン、第3話エンディングテーマの『KIZUNA』の紅葉知弦のソロバージョンの他、生徒会の一存 Lv.2のBGM集がVol.1として6曲収録されている。
収録曲
1. Fo (u) r Seasons [3:43]
  - 歌：碧陽学園生徒会 Lv.2【本多真梨子、美名、富樫美鈴、野水伊織】、作詞：RUCCA、作曲・編曲：牧野信博
  - テレビアニメ『生徒会の一存 Lv.2』第1話エンディングテーマ

2. 羊が一匹、二匹数えて寝ましょう [3:03]
  - 歌：碧陽学園生徒会 Lv.2【本多真梨子、美名、富樫美鈴、野水伊織】、作詞・作曲・編曲：八木雄一
  - テレビアニメ『生徒会の一存 Lv.2』第2話エンディングテーマ

3. KIZUNA [4:05]
  - 歌：碧陽学園生徒会 Lv.2【本多真梨子、美名、富樫美鈴、野水伊織】、作詞：コツキミヤ、作曲・編曲：流歌
  - テレビアニメ『生徒会の一存 Lv.2』第3話エンディングテーマ

4. 超絶☆こけてぃっしゅ [3:08]
  - 歌：碧陽学園生徒会 Lv.2【本多真梨子、美名、富樫美鈴、野水伊織】、作詞：RUCCA、作曲・編曲：安齋孝秋
  - テレビアニメ『生徒会の一存 Lv.2』第4話エンディングテーマ

5. Pure Pure Canvas [3:31]
  - 歌：桜野くりむ【本多真梨子】、作詞：コツミキヤ、作曲・編曲：流歌
  - テレビアニメ『生徒会の一存 Lv.2』第5話エンディングテーマ

6. ☆ぱ・ぴ・ぷ・ぺ・ぽりしー☆ [3:53]
  - 歌：杉崎林檎【米澤円】、作詞：コツキミヤ、作曲・編曲：流歌
  - テレビアニメ『生徒会の一存 Lv.2』第6話エンディングテーマ

7. 空想☆シルブプレ [3:50]
  - 歌：藤堂リリシア【能登麻美子】、作詞：RUCCA、作曲：算ヒロユキ、編曲：Integral Clover
  - テレビアニメ『生徒会の一存 Lv.2』第7話エンディングテーマ

8. 青い星に生まれて [3:31]
  - 歌：松原飛鳥【小清水亜美】、作詞・作曲・編曲：八木雄一
  - テレビアニメ『生徒会の一存 Lv.2』第8話エンディングテーマ

9. BLUE SKY [3:59]
  - 歌：碧陽学園生徒会 Lv.2【本多真梨子、美名、富樫美鈴、野水伊織】、作詞：コツキミヤ、作曲・編曲：流歌
  - テレビアニメ『生徒会の一存 Lv.2』第9話エンディングテーマ

10. Fo (u) r Seasons 〜Spring mix〜[3:43]
  - 歌：桜野くりむ【本多真梨子】
  - Bonus Trackそのいち

11. Fo (u) r Seasons 〜Summer mix〜[3:43]
  - 歌：椎名深夏【富樫美鈴】
  - Bonus Trackそのいち

12. Fo (u) r Seasons 〜Autumn mix〜[3:43]
  - 歌：紅葉知弦【美名】
  - Bonus Trackそのいち

13. Fo (u) r Seasons 〜Winter mix〜[3:43]
  - 歌：椎名真冬【野水伊織】
  - Bonus Trackそのいち

14. 羊が一匹、二匹数えて寝ましょう 〜くりむそろみっくす〜[3:03]
  - 歌：桜野くりむ【本多真梨子】
  - Bonus Trackそのいち

15. KIZUNA〜知弦独演 mix 〜[4:06]
  - 歌：紅葉知弦【美名】
  - Bonus Trackそのいち

16. 今日の課題[1:23]
  - 作曲・編曲：安齋孝秋
  - Bonus Trackそのに 「BGM集Vol.1」

17. いつもなんだか[0:49]
  - 作曲・編曲：安齋孝秋
  - Bonus Trackそのに 「BGM集Vol.1」

18. おはよう！[1:15]
  - 作曲・編曲：安齋孝秋
  - Bonus Trackそのに 「BGM集Vol.1」

19. 洗濯日和[1:09]
  - 作曲・編曲：安齋孝秋
  - Bonus Trackそのに 「BGM集Vol.1」

20. 川と夕焼け[1:41]
  - 作曲・編曲：安齋孝秋
  - Bonus Trackそのに 「BGM集Vol.1」

21. ありがとう〜Precious BGM ver.〜[2:05]
  - 作曲：松井喬樹、編曲：安齋孝秋
  - Bonus Trackそのに 「BGM集Vol.1」